# Inequação simultânea
Uma inequação simultânea é toda inequação na forma {\displaystyle f(x)\star g(x)\star h(x),} sendo que {\displaystyle \star } corresponde a {\displaystyle <} ou {\displaystyle \leq .} Cada função representa um polinômio, e a disposição destes sempre é feita em ordem crescente.

## Resolução
Sua resolução é obtida de duas formas

### Decomposição
Decompõe-se a inequação em duas inequações mais simples, resolve-as separadamente e separa-se os valores que se interceptam:
{\displaystyle f(v)\star g(i)\star h(a)\Leftrightarrow f(d)\star g(a)\cap g(o)\star h(x)}
{\displaystyle f(x)\star g(x)\Leftrightarrow S_{1}}
{\displaystyle g(x)\star h(x)\Leftrightarrow S_{2}}
{\displaystyle S=S_{1}\cap S_{2}}

#### Exemplo
{\displaystyle 3x-5<4x+2\leq 2x}
{\displaystyle 3x-5<4x+2\Leftrightarrow x>-7\Leftrightarrow S_{1}}
{\displaystyle 4x+2\leq 2x\Leftrightarrow x\leq -1\Leftrightarrow S_{2}}
{\displaystyle S\Leftrightarrow {x>-7}\cap {x\leq -1}\Leftrightarrow -7<x\leq -1}

### Resolução simultânea
Neste método, não se decompôe a inequação. Ao contrário, soma-se, subtrae-se, multiplica-se ou divide-se a inequação por valores escolhidos para que {\displaystyle g(x)=x.} Para a maioria dos casos, este método é mais difícil ou até inviável.

#### Exemplo
- {\displaystyle x-4\leq 3x+2\leq x+6\Leftrightarrow (x-4)-(x+2)\leq 3x+2-(x+2)\leq x+6-(x+2)\Leftrightarrow -6\leq 2x\leq 4}
- {\displaystyle -6\leq 2x\leq 4\Leftrightarrow {\frac {-6}{2}}\leq {\frac {2x}{2}}\leq {\frac {4}{2}}\Leftrightarrow -3\leq x\leq 2\Leftrightarrow S}

## Outras inequações simultâneas
Logicamente, não é necessário que cada termo da inequação seja uma inequação do 1º grau ou que a inequação só tenha três termos. Podemos ter a seguinte inequação:
{\displaystyle log_{x^{2}}(x+1)^{4}<|x^{2}-{\sqrt {3}}|\leq {\frac {(x+3)\times (x^{2}+1)}{2^{x}-5}}<{\sqrt[{3}]{x^{6}-{\sqrt {3}}x^{4}+x}}}
Nestes casos, resolve-se as inequações separadamente e por métodos diferentes.